# Hyrrokkin (satélite)

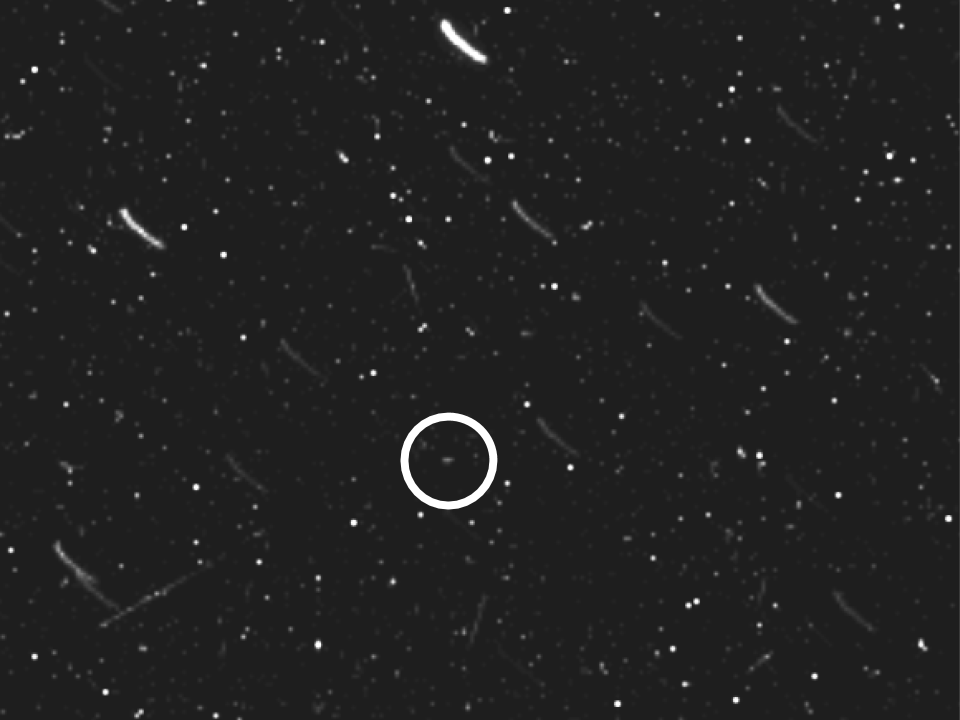
Foto de Hyrrokkin tirada pela sonda Cassini.

Hyrrokkin, também conhecido como Saturno XLIV é um satélite natural de Saturno. Sua descoberta foi anunciada por Scott S. Sheppard, David C. Jewitt, Jan Kleyna, e Brian G. Marsden em 26 de junho de 2006, a partir de observações feitas entre 12 de dezembro de 2004 e 30 de abril de 2006. Sua designação provisória foi S/2004 S 19.
Hyrrokkin tem cerca de 8 km de diâmetro, e orbita Saturno a uma distância média de 18 168 300 km em 914,292 dias, com uma inclinação de 153,3° com a eclíptica (154,3° com o equador de Saturno), em uma direção retrógrada com uma excentricidade de 0,3604.
Foi nomeado em abril de 2007 a partir de Hyrrokkin, um gigante da mitologia nórdica. Ele originalmente se chamava Hyrokkin, porém mais tarde o nome foi corrigido.